# Казімеж Куманецький
Казімеж Фелікс Куманецький (пол. Kazimierz Feliks Kumaniecki; 1905—1977) — польський історик і філолог-античник, професор Варшавського університету, академік, віцепрезидент Міжнародної ради з філології і гуманітарних наук (1961—1965). Був учнем Леона Штернбаха.
Найвідоміші праці — «Історія культури Стародавньої Греції і Риму» (1955; 1965), «Ціцерон та його сучасники» (1959).